# Abhidharma
Az abhidharma (szanszkrit) vagy abhidhamma (páli) ősi (i. e. 3. századi és azutáni) buddhista szövegeket jelöl, amelyek részletes leírást adnak a buddhista szútrákban szereplő tanok skolasztikus és tudományos átdolgozásaként. Az abhidharma vázlatos osztályozásai nem tartalmazzák a rendszerbeágyazott filozófiai értekezéseket, csupán összefoglalókat, kivonatokat és rendszerezett listákat.
Collett Cox szerint az abhidhammát a szutták tanításához dolgozták ki és csak később alakult át független tanításokká.
Nem tisztázott az Abhidharma kifejezés szó szerinti jelentése. Általánosságban két lehetséges magyarázat létezik:
1. abhi – magasabb vagy speciális + dharma- tanítás, filozófia, azaz "magasabb rendű tanítások"
2. abhi – ról, -ről + dharma -tanítás, azaz "a tanításról" vagy "metatanítás".

A Nyugaton az abhidhammát általában a buddhista pszichológia lényegének tekintik.

## Eredete

### A théraváda hagyomány szerint
A théraváda buddhizmus szövegmagyarázatai alapján úgy tartják, hogy az abhidhamma nem egy később hozzáadott hagyomány, hanem az Gautama Buddha megvilágosodása után négy héttel keletkezett. Miután három héten át meditált Buddha, eltávolítva a hitetlenség zavaró tényezőjét, derűlátó dévák létrehoztak számára egy gyönyörű ékszerekkel díszített termet, amelyben – a később "magasabb rendű tanítások" néven híressé vált – későbbi tanításokon meditált. Tudata és teste oly mértékben megtisztult, hogy hatszínű sugarat bocsátott ki testéből – kék, sárga, vörös, narancssárga és ennek az ötnek a keveréke. A keverékszín jelentette ezen nemes tulajdonságok egészét. Később elutazott a Trájasztrimsa mennyországba és az ott élő isteni lényeknek tanította az abhidhammát, köztük néhai édesanyjának is, Májának, aki isteni lényként született újjá. A hagyományokban úgy tartják, hogy Buddha a mennyei bhikkhu Száriputta (Száriputta szerzetes) számára összefoglaló tanításokat adott, aki később azokat adta tovább.
Az abhidhammát emiatt tiszta és hígítatlan tanításnak tekintik, amely megértése túl bonyolult volt a Buddha korában élő gyakorlók többsége számára. Ehelyett a Buddha a különböző szuttákban szereplő módszereket tanította, az éppen felmerülő szituációknak megfelelően. Emiatt hasonlóság van az abhidhamma hagyományai és a mahájána buddhizmus között, amely szintén azon az állásponton van, hogy az túl bonyolult volt a Buddha korában élő emberek számára.

### A tudósok szerint
A tudósok általánosan egyetértenek abban, hogy az abhidharma Buddha halála után jelent meg az i. e. 3. század környékén. Emiatt a hét abhidhamma művet nem tekintik Buddha szavainak, hanem az ő tanítványainak és egyéb tudósoknak. A kialakulásához a kolostor központok kibővítései, a buddhista szangha (közösség) megnövekedett támogatottsága és az egyéb vallásos csoport külső befolyása vezethetett.
A kánon legutolsó fő részeként az abhidhamma műveinek kacifántos története van. A mahászánghika és egyéb szekták nem fogadták el azt a kánon részeként. Egy másik szekta az Abhidhamma-pitaka részeként ismerte el a teljes Khuddaka-nikáját. Az abhidhamma páli verziója szigorúan théraváda gyűjtemény és kevésbé egyezik a többi buddhista iskola által elfogadott abhidhamma művekkel. A théraváda abhidhamma bizonyos szempontból sokkal inkább vázlatos, mivel a részletekre nem annyira tér ki. Azonban Rupert Gethin szerint ez szándékos volt.
A különböző korai iskolák eltérő abhidhamma filozófiái nem értenek egyet a tanításokban. Ezt az időszakot nevezik 'megosztott buddhizmusnak', az azt megelőző megosztatlan buddhizmussal szemben. A páli kánon legkorábbi szövegei (a Szutta-nipáta, a Dzsátaka mesék bizonyos részei és a Szutta-pitaka első négy nikájája) nem tesz említést az abhidhamma-pitakáról. Szintén nem említették az abhidhammát a Buddha halála után közvetlenül tartott első buddhista tanácskozáson. A zsinatról készült beszámoló megemlíti viszont a vinaját és az öt nikáját (a Szutta-pitaka részei).
L. S. Cousins szerint a szutták következményekkel és folyamatokkal foglalkoznak, míg az abhidhamma eseményeket és történéseket ír le.

### Az abhidhamma tanítások és könyvek különböző változatai
Az i. e. 2-3. század és az i. sz. 5. század között számos látszólag egymástól független abhidharma hagyomány keletkezett Indiában. A 7. században a kínai Hszüan-cang zarándok állítólag hét különböző hagyományból származó abhidharma-szövegeket gyűjtött össze. Ezek alapvetően ellentmondanak egymásnak és a különböző vinaják eltéréseinek is köszönhetően történt számos szakadás az egyházi közösségeken (szanghák) belül. Így alakult ki egy erősen fragmentált buddhizmus és 18 korai buddhista iskola.
Időszámításunk kezdete után csupán a szarvásztiváda és a théraváda abhidharmas maradt fenn érintetlenül. Mindkettő hét könyvből áll, amelyhez hozzájött később a száriputra abhidharma. A théraváda abhidharma, az abhidhamma-pitaka (lásd lentebb), páli nyelven íródott, míg a szarvásztiváda abhidharma javarészt kínai nyelven – az (valószínűség szerint szanszkrit) eredeti szövegek elvesztek, bár maradt fent sok szöveg tibeti nyelven is.
Ismeretlen eredetű abhiharma szövegek is maradtak fenn kis számban. Ezek fordításait a kínai buddhista kánon tartalmazza. Ezek a különböző hagyományok hasonlóságot mutatnak, amelyből arra következtetnek, hogy a csoportok között vagy volt valamilyen kommunikáció vagy egy közös korábbi iskolából váltak szét.

## Théraváda abhidhamma

### Tartalma
Az Abhidhamma-pitaka a Tipitaka (szanszkrit: Tripitaka) harmadik pitakája (vagy kosara), amely a théraváda iskolához tartozik. Hét könyvet tartalmaz.
- Dhamma-szanganí Az eszmék rendszere
- Vibhanga Elemzés (Részletezés)
- Dhátu-kathá Érzékelemek (Értekezés az elemekről)
- Puggala-pannyatti Személyfogalmak (Jellemtan)
- Kathá-vatthu Vitapontok (szerzője a hagyomány szerint Moggaliputta Tissza)
- Jamaka Párosítások
- Patthána Okviszonyok

### A négy oszlop
A théraváda abhidharma négy oszlopa (a négy nem konvencionális tárgy):
1. Csitta — vidzsnyána (tudat, elme)
2. Csetasziká — Szankhára (cselekedet, tett, karma)
3. Rúpa — (tárgy, anyag, elem)
4. Nibbána — (nyugodtság)

A théraváda abhidhamma – a Tipitaka többi részeihez hasonlóan – legelőször szájról szájra hagyományozódott az i. e. 1. századig. Az éhínségek és háborúk következtében a szerzetesek attól tartottak, hogy a kánon bizonyos részei elvesznek, ezért leírták a kánon szövegeit, köztük az abhidhammát is.
Az összes bekerült a páli kánonba, amelyet az i. e. 1. században írtak le legelőször a Srí Lanka-i Alu Vihára templomban. Némely tudós a páli abhidhamma könyveinek megjelenését az i. e. 400 – i. e. 250 közé teszi. Az első könyv volt a legelső és az ötödik volt a legutolsó. Az ezt követő poszt-kanonikus szövegek a következő évszázadokból további magyarázatként szolgáltak az abhidhamma elemzéseihez. Ezek közül a legismertebbek a Viszuddhimagga és az Abhidhammattha-szangaha.
A páli kánon korai nyugati fordítói a legkevésbé izgalmasnak az abhidhamma-pitakát találták a Tipitaka három része közül. Ennek eredményeképpen az abhidhammáról kevés tanulmány készült egészen a 20. század végéig.
A théraváda hagyományon belül is az országtól függően erősen különböző mértékű fontosságot tulajdonítanak az abhidhammának. Az országok közül Burmában helyezik a legnagyobb hangsúlyt az abhidhamma tanulmányozására.

### Théraváda szövegmagyarázatok
A kanonikus abhidharma mellett számos szövegmagyarázatot és kézikönyvet készítettek az abhidharma segédleteként. Ezek közül a legismertebbek:
- Viszuddhimagga (írta: Buddhagósza) – átfogó kézikönyv, amely tartalmazza théraváda abhidharma nagy részét
- Abhidhammávatára (Bevezető az abhidharmába – írta: Buddhadatta) – közvetlen bevezető a théraváda abhidharmába
- Abhidhammattha-szangaha (Az abhidhamma témáinak rövid összefoglalója – írta: Anuruddha) – a legtöbbet használt bevezető kézikönyv a kortárs théraváda hagyományban.
- Atthaszáliní (A kiállító – írta: Buddhagósza) – a Dhammaszangani szövegeiben használt fogalmak magyarázatai

## Mahászanghika abhidharma
Egyes források szerint a mahászánghika iskola nem fogadta el az abhidharmát a kánon részeként. Például a théraváda Dípavamsza szövegében az szerepel, hogy a mahászanghika szektának nem létezett abhidharmája. Más források szerint azonban a kínai Fa-hszien utazó szerzetes egy kolostorban talált egy mahászanghika abhidharma gyűjteményt a mai Patna, indiai város közelében. Amikor Hszüan-cang ellátogatott egy Dhányakataka nevű településbe, azt írta, hogy a térség szerzetesei a mahászanghika iskolához tartoztak. A település mellett találkozott két mahászanghika bhikkhuval, akikkel együtt tanulmányozták a mahászanghika abhidharmát hónapokon keresztül. A rendelkezésre álló szövegmaradványok és a Nágárdzsunakondában található falfeliratok alapján Joseph Walser arra következtet, hogy néhány mahászanghika szektának kellett lenni abhidharma gyűjteménye, amely feltehetően öt vagy hat könyvet tartalmazhatott.

## Dharmaguptaka abhidharma
A Sáriputra Abhidharma-sásztra (舍利弗阿毘曇論 Shèlìfú Āpítán Lùn) (1548) egy teljes abhidharma szöveg, amelyről úgy tartják, hogy a dharmaguptaka szektától való. Ennek a szövegnek az egyetlen teljes változata kínai fordításban létezik. Találtak szanszkrit nyelvű töredékeket is Bámiján tartományban (Afganisztán területén). Ezek jelenleg a Schoyen-gyűjtemény (MS 2375/08) részét képezik. Az előkerült kéziratokról úgy vélik, hogy a mahászanghika Lokottaraváda szekta egyik kolostorának könyvtárához tartoztak.

## Szarvásztiváda Abhidharma

### Áttekintés
A théraváda abhidharmához hasonlóan a szarvásztiváda abhidharma is hét könyvből áll. Azonban a két irányzat azonos szövegeinek összevetése után a tudósok nem tartják valószínűnek, hogy az egyik a másikból eredne. A théraváda abhidharmában van például két olyan szöveg (a Kathá-vatthu és a Puggala-pannyatti), amelyet sokan nem tartanak az abhidharma gyűjteménybe valónak.

### A szövegek
A szarvásztiváda abhidharma szövegei következőkből állnak:
- Szangitiparjája ('Beszéd az összegyűjtésről')
- Dharma-szkandha ('Dharmák halmaza')
- Pradzsnyáti-sasztra ('Értekezés a meghatározásokról')
- Dhátukája ('Elemek teste')
- Vidzsnyánakája ('Tudat teste')
- Prakaranapada ('Kifejtés')
- Dzsnyánapraszthána ('Tudás megalapozása')

### Vaibhásika szövegek
A következő szövegeket a Vaibhásika szektához szokták sorolni:
- Mahávibhása ("Nagy kommentár" a Dzsnánaprasthánáról)

A Mahávibhásával kapcsolatban nem állnak rendelkezésre nagy terjedelmű kutatások. A legtöbb ismeretet a nyugati világ részére a részletes Indiai filozófiák enciklopédiája (Encyclopedia of Indian Philosophies, 7. kötet: Abhidharma Buddhism) jelenti.

### Egyéb szarvásztiváda szövegek
A kanonikus szarvásztiváda abhidharma szövegein felül számos szövegmagyarázatot készítettek. Ezek közül a legismertebbek a következők:
- Abhidharma-kosa (A magasabb tudás kincse), írta: Vaszubandhu – jelentős szövegmagyarázat a kínai és a tibeti buddhizmusban.
- Abhidharma-hrdája (Az abhidharma szíve) – írta: Dharmasrí
- Abhidharma-ámrtarasa (A haláltalan íze) – írta: Ghosaka.

## Mahájána Jógácsára Abhidharma
A théraváda és szarvásztiváda abhidharma-hagyományai mellett létezik egy harmadik teljes abhidharma elméletrendszer, amelyet a mahájána jógácsára hagyományának bizonyos műveiben dolgoztak ki – legfőképpen a következő szövegmagyarázatokban:
- Abhidharma-szamuccsaja ("Az abhidharma rövid összefoglalása") – írta: Aszanga
- Vidzsnyapti-mátratá-sziddhi avagy Cseng Veisi Lun ("Beszéd a csak-tudat tökéletességéről") – írta: Hszüan-cang – Vaszubandhu szövegmagyarázata a Trimsiká-vidzsnyáptimátratához ("Harminc vers")

A jogácsára abhidharma a szarvásztiváda rendszerre épül, viszont más abhidharma rendszereket is beleépít. Így egy teljesebb abhidharmát mutat be, amely szerint csak a tudat (Vijñapti) egyedül az, ami ténylegesen "valóságos".
A jógácsára iskola kifejlesztett egy abhidharma irodalmat a mahájána irányzat keretein belül.

## Kelet-ázsiai és tibeti Abhidharma

### Aszanga és Vaszubandhu Abhidharmái
A szanszkrit buddhizmusból származó irányzatoknál, mint például a tibeti, kínai és japán hagyományoknál, a két legfőbb szövegmagyarázat a következő:
- Abhidharma-szamuccsaja (A magasabb rendű tudás rövid összefoglalása) – korai jógácsára mű, amelyet Aszanga írt
- Abhidharma-kosa (A magasabb rendű tudás kincse) – írta: Vaszubandhu.[22]

Mindkét művet a 4-5. századi Indiában írták. A szanszkrit mellett fennmaradt a művek kínai, japán és tibeti fordítása is.

### Szatjasziddhi-sásztra
A Szatjasziddhi-sásztra, vagy más néven Tattvasziddhi-sásztra, létező abhidharma szöveg a mahászanghika alá tartozó Bahusrutíja iskolától. Ez a szöveg népszerű volt a kínai buddhizmusban és a kínai buddhista kánon részét képezi. A szerzőről úgy tartják, hogy egy 3. századi Közép-Indiából származó szerzetes volt, akit Harivarman-nak hívtak. Paramártha úgy említi ezt a szöveget, mint amely a hínajána és a mahájána kombinációja. Ezzel egyetért Joseph Walser és Ian Charles Harris is. A Szatjasziddhi-sásztra olyan népszerűségnek örvendett Kínában, hogy egy időben saját iskola is alakult belőle (Szatjasziddhi iskola vagy csengsi conng – 成實宗) 412-ben.

## További olvasmányok
- Anālayo, Bhikkhu, The Dawn of Abhidharma, Hamburg Buddhist Studies 2, Hamburg: Hamburg University Press, 2014
- Kongtrul, Jamgon. Indo-Tibetan Classical Learning and Buddhist Phenomenology, The Treasury of Knowledge (hatodik dobor, 1. és 2. rész). Ithaca: Snow Lion, 441-613, 849-874. o. (2013). ISBN 1559393890

### Magyarul
- láma Anagarika Govinda: A korai buddhista filozófia lélektani attitűdje és annak szisztematikus bemutatása az Abhidhamma hagyománya alapján; ford. Takács László; Orient Press, Budapest, 1992
- Dzsamgön Kongtrul Lodrö Tayé: Milliárd világ. Buddhista világkép az abhidharmában, a kálacsakrában és a dzogcsenben; Farkas Lőrinc Imre, Budapest, 2005